# HD 90089
HD 90089 — звезда, которая находится в созвездии Жираф на расстоянии около 70 световых лет от нас.